# Redemption - Identità nascoste
Redemption - Identità nascoste (Hummingbird) è un film del 2013 scritto e diretto da Steven Knight, con protagonista Jason Statham.

## Trama
Joey Smith è un ex militare inglese delle forze speciali che operava in Afghanistan. Un giorno, durante un attentato, cinque soldati vengono uccisi in un blindato e lui, completamente accecato dall'ira decide di giustiziare per vendetta cinque afgani innocenti, ignorando i tentativi della popolazione di distoglierlo dai suoi intenti. Giudicato colpevole di crimine di guerra, è destinato a subire la Corte marziale ma riesce a fuggire al proprio destino durante il trasporto a Londra. Inizia così il suo viaggio nei sobborghi della capitale britannica, nei quali inizia a vivere un'esistenza da reietto in mezzo ai reietti per sfuggire alle ricerche e cercare di redimersi attraverso l'autopunizione quotidiana.
Una notte, mentre riposa nel suo letto fatto di cartone con una donna, Isabel, prostituta e sua migliore amica, due balordi in cerca di soldi e droga li aggrediscono; Joey viene picchiato selvaggiamente, anche perché non è perfettamente in grado di difendersi in quanto ubriaco, ma entrambi in qualche modo riescono a sfuggire ai due. Joey sfonda la finestra di una lussuosa casa riuscendo a seminare i suoi inseguitori e, dopo una notte di riposo, il mattino dopo ascolta la segreteria telefonica e scopre che l'appartamento appartiene ad un uomo d'affari, che non tornerà prima del primo ottobre prossimo: dal momento che è febbraio, Joey capisce di avere a disposizione quasi un anno per abitare indisturbato la casa. Si ripulisce, si taglia i capelli e inizia a cercare lavoro, trovandolo come lavapiatti in un ristorante cinese di proprietà di un potente mafioso.
Una sera Joey risolve un problema con alcuni clienti ubriachi e rumorosi, cacciandoli via a suon di botte e viene dunque notato da un luogotenente del boss mafioso che decide di offrirgli un lavoro come autista, guardia del corpo, estortore e factotum. Joey accetta ed in pochi mesi diventa ricco, riuscendo a fornire cibo e vestiario alla Chiesa che si prende cura dei barboni. Qui incontra Cristina, una suora con un oscuro passato. Il suo sogno era quello di diventare ballerina classica, ma il padre le impose di imparare la ginnastica artistica; a soli dieci anni subì degli abusi sessuali dal suo istruttore. Cristina, esasperata, un giorno tirò fuori un coltello e gli tagliò la gola, ma invece di essere mandata in prigione fu mandata in convento. La fede di Cristina è dunque fragile, anche lei fugge dai fantasmi del suo passato e vive la vita religiosa più come un'autopunizione che per reale vocazione. Tra Joey e Cristina si sviluppa uno strano rapporto che porta entrambi a vedere nell'altro una sorta di complice. I due finiscono per fare l'amore proprio il primo di ottobre, ed il proprietario della casa in cui Joey ha abitato per un anno torna proprio quando i due stavano per rivestirsi e scappano dalla scala antincendio.
Nel frattempo, Joey scopre proprio grazie a Cristina che Isabel è stata ripescata morta nel fiume, e che ad ucciderla sarebbe stato un cliente a cui piace utilizzare la violenza durante i rapporti; con un vago identikit, fatto solo dell'età orientativa, di una cicatrice sopra l'occhio destro e del fatto che l'omicida è ricco poiché lavora nella City, Joey chiede a Cristina di riferire al suo contatto con la polizia, affinché questa possa cercarlo e arrestarlo, ma dalla risposta degli agenti, riferita da Cristina, capisce che alla legge importa assai poco di indagare sull'omicidio di una prostituta, e decide di fare giustizia da solo. Espone perciò l'identikit al boss cinese per cui lavora, che si rivelerà essere una donna, chiedendole di informarsi sull'identità precisa dell'assassino. Il boss accetta, ma in cambio chiede a Joey di prestarsi per un lavoro che nessuno vuole: far entrare un centinaio di immigrati clandestini cinesi a Londra. In cambio, Joey ottiene il nome dell'assassino ed un'indicazione su dove trovarlo.
Cristina, che aveva speso 500 sterline datele da Joey per acquistare un biglietto per un palco per assistere ad un balletto della sua ballerina preferita, lo invita ad andare con lei, ma la sera stessa Joey decide di andare ad un cocktail party in cima ad un grattacielo dove sa che troverà un tale Max Forrester, l'assassino di Isabel. Trovatolo, si assicura della sua identità e, davanti alle centinaia di ospiti del party, lo getta dalla terrazza. Uscendo dal teatro, Cristina trova Joey sdraiato per terra, ubriaco e addormentato; lo veglia per alcune ore, e quando finalmente si risveglia, lui le racconta il motivo del suo turbamento interiore, cioè i fatti avvenuti in Afghanistan. A questo punto le loro vite si dividono: il mattino dopo Cristina parte come missionaria per la Sierra Leone, e Joey si perde tra la folla, ubriaco, ma individuato dai droni della polizia.

## Produzione
Le riprese del film sono iniziate il 12 marzo 2012 e sono state effettuate a Londra.

## Distribuzione
La pellicola è stata distribuita nelle sale cinematografiche inglesi, americane e tedesche a partire dal 28 giugno 2013, mentre in quelle italiane dal 26 settembre.

### Divieto
Il film viene vietato ai minori di 18 anni negli Stati Uniti d'America ed ai minori di 15 in Gran Bretagna ed Irlanda per la presenza di forte violenza brutale, nudità e linguaggio scurrile.